# ياندكس
يانديكس أو ياندكس (بالروسية: Яндекс) هو محرك بحث روسي شهير وهو اسم للشركة المالكة له أيضًا، يمتلك محرك البحث يانديكس حوالي 60% من نسبة البحث على المحرّكات في روسيا، وتقدَّم الشركة الروسيَّة متعددة الجنسيّات المقيمة في شيفول في هولندا،  منتجات وخدمات مرتبطة بالإنترنت، بما في ذلك خدمات النقل والبحث والمعلومات والتجارة الإلكترونيَّة والملاحة وتطبيقات الهاتف المحمول والإعلان عبر الإنترنت وغيرها من الخدمات التي يصل عددها إلى أكثر من 70 خدمة.
يتواجد مؤسسي الشركة ومعظم أعضاء فريقها في روسيا، وتخدم الشركة بشكلٍ أساسي الجماهير في روسيا ورابطة الدول المستقلة، ولها 18 مكتبًا تجاريًا في جميع أنحاءِ العالم.
وتُعد أكبر شركة تقنية في روسيا،  وأكبر محرك بحث على الإنترنت باللغة الروسية، بحصة سوقية تزيد عن 52٪،  وهو خامس أكبر محرك بحث في جميع أنحاءِ العالم بعدَ جوجل وبايدو وبينغ وياهو!.
المنافسون الرئيسيون في السوق الروسيَّة هم جوجل وMail.ru ورامبلر، ووفقًا لياندكس تتمثل إحدى أكبر مزاياها لمستخدمي اللغة الروسيَّة في القدرة على التعرف على تصريفات اللغة الروسيَّة في استعلامات البحث.

## مكاتب
تمتلك ياندكس مكاتب في 17 دولة،  حيثُ اُفْتُتِحَ ياندكس لابز في وادي السيليكون في عام 2008،  وفي اسطنبول في عام 2011،  ومكتب مبيعات في لوسيرن في عام 2012 لخدمة عملاء الإعلان الأوروبيين،  وافتتحت مكتب البحث والتطوير في برلين في عام 2014،  وفي العام التالي افتتحت أول مكتب لها في شنغهاي في 2015 للعمل معَ الشركات الصينيَّة التي تعمل في سوق اللغة الروسية.

## التاريخ

### التطوير
ظهر محرك البحث الروسيّ في 23 سبتمبر 1997 أمَّا الشركة نفسها فيعود تاريخ تأسيسها إلي 1990 عندما قام كلًا من أركادي فولوز (بالروسية:  Аркадий Волож) وأركادي بوركوفسكي (بالروسية: Аркадий Борковский) بتأسيس شركة باسمِ أركاديا Arkadia وهي شركة طورت برنامج عبر مايكروسوفت إم إس-دوس لاستخدامه في تصنيف براءات الاختراع والسلع ومعتمدين على تقنيات البحث والفهرسة بِاستخدام اللغة الروسية ثمَّ انضمت اركاديا وأصبحت جزءًا من شركة كمبتك انترناشيونال (بالإنجليزية: Comptek International)‏ وَالتي تأسَّست في عام 1989. ومنذ 1993 وحتَّى 1996 عمِلَت الشركة على تطوير تقنيات البحث كما أطلقوا برنامجا للبحث في الكتاب المقدس والأدب الروسي.
في عام 1993 أبتكر كلّ من أركادي فولوز وإيليا سيغالوفيتش وهما صديقان منذُ أيام دراستهما عملا معًا لتطوير برامج البحث،  كلمة «ياندكس» لوصف تقنيات البحث الخاصّة بهم.
وخلال الفترة بين عاميّ 1993 و1996 واصلت الشركة تطوير تقنيات البحث الخاصّة بها وأصدرت برامج للبحث في الكتاب المقدس،  وأطلق محرك البحث Yandex.ru في 23 سبتمبر 1997 وتقديمه في معرض سوفتول في موسكو،  وكان تطوير محرك البحث عبر شركة كمبتك، ولاحقاً أسس أركادي فولوز شركة ياندكس في عام 2000 كشركة مستقلة.
في عام 1998 أطلقت ياندكس خدمة الإعلانات السياقية على محرك البحث الخاص بها.
في 20 يونيو 2008 أعلنت عن تشكيل ياندكس لابز في وادي السيليكون بهدف تعزيز «الابتكار في تكنولوجيّاً البحث والإعلان».

#### أوكرانيا
في سبتمبر 2005 فتحت مكتبًا لها في أوكرانيا،  وأطلقت www.yandex.ua. وفي عام 2007 قدمت ياندكس محرك بحث مخصص لأوكرانيا،  كما افتتحت مركز التطوير الخاص بها في كييف في مايو 2007، وفي 2008 وسعت ياندكس وجودها في أوكرانيا من خِلال زيادة عرض النطاق الترددي بين مراكز بيانات موسكو وUA-IX في أوكرانيا بخمسة أضعاف. وفي عام 2009 تُرْجِمَت جميع خدمات موقع www.yandex.ua للسوق الأوكراني. في عام 2010 أطلقت ياندكس خوارزميّة محرك البحث «بولتافا» للمستخدمين الأوكرانيين استنادًا إلى تقنية ماتريكس نت الخاصّة بها.

### الخدمات
- في عام 2001 أطلقت الشركة ياندكس. شبكة إعلانية مباشرةً عبر الإنترنت.[31]
- في يناير 2009، وضع متصفح فايرفوكس 3.5 ياندكس بدلاً من محرك بحث جوجل كموفر البحث الافتراضي للغات الروسيَّة واللغات المبنية على الروسية.[32]
- في أغسطس 2009 أدخلت الشركة مشغل موسيقى قانوني مجاني في نتائج بحثها، وفي سبتمبر 2010 أطلقت خدمة موسيقى ياندكس ووسعت كتالوجها إلى 800 ألف أغنية من 58000 فنان.[33]
- في 19 مايو 2010 أطلقت محرك بحث على الويب باللغة الإنجليزيَّة فقط.[34][35]
- في مارس 2013، أضافت الشركة واجهة مستخدم باللغة الإنجليزيَّة إلى تطبيق الترجمة الخاص بها، [36]
- في يوليو 2013 بدأت Mail.Ru في وضع إعلانات «ياندكس دايركت» على صفحات نتائج البحث الخاصّة بها.[37] في 10 أكتوبر 2017 قدمت الشركة مساعدها الشخصي الذكي، أليسا (أليس) لأنظمة أندرويد وآي أو إس ومايكروسوفت ويندوز.[38][39][40]
- في 16 فبراير 2018، عرضت الشركة الاختبارات الأولى لسياراتها المستقلة في موسكو.[41][42]

Yandex Games عبارة عن منصة ألعاب عبر الإنترنت تابعة لشركة Yandex. تسمح لك بممارسة الألعاب من خلال المتصفح من أجهزة سطح المكتب والأجهزة المحمولة.
اعتبارًا من شهر يناير/كانون الثاني من عام 2022، تجاوز عدد الألعاب المدرجة في الكتالوج 10000 لعبة، وهو الأمر الذي أدى إلى وجود أكثر من 11 مليون مستخدم نشط شهريًا.
وفقًا لبافل يبيشين، المدير التنفيذي لمنصة Yandex.
Games، إن 70% من الوقت المنقضي على المنصة يُستهلك في الألعاب على الأجهزة المحمولة. وفي الوقت نفسه، يُستهلك 46% من إجمالي الوقت في فرط عارضة مباريات.
تدعم المنصة نوعين من سك النقود وهما: الإعلانات والألعاب ذات عمليات الشراء داخل التطبيق. وداخل الألعاب، يمكن استخدام عملة "يان" الموجودة داخل اللعبة.
يمكن للمطورين إضافة ألعابهم الخاصة إلى منصة الدليل وتعديلها بعد ذلك.
جميع الألعاب يجري مراجعتها. تتضمن المتطلبات الإلزامية الانضمام إلى SDK Yandex. وضع الألعاب، ودعم HTTPS ونص Service Worker دون اتصال بالإنترنت. يتابع منشئو الألعاب تحديثات المنصة على المدونة. تعمل Yandex. Games على جذب المطورين الأجانب لتطوير ألعابهم المشهورة لتتلائم مع اللغة الروسية . ويُعد التعاون متعدد المنصات مع الشركة الهولندية Azerion مثالا على ذلك.
تستخدم الخدمة خوارزميات معقدة لإنشاء اختيارات مخصصة من الألعاب التي لعبها المستخدم بالفعل، أو الألعاب التي قد يرغب في لعبها وذلك بالإضافة إلى استخدامها لنظام تقديرات وتقييمات المستخدمين.
وفي الوقت نفسه، تكون أكثر الألعاب التي يلعبها المستخدمون متاحة في وضع عدم الاتصال.

### الاستحواذ
في مارس 2007 أستحوذت ياندكس على خدمة الشبكات الاجتماعية الروسيَّة moikrug.ru،  وفي 16 يونيو 2008 أستحوذت على «إس إم آي لنك» وهي وكالة روسية لمراقبة حركة المرور على الطرق، لدمجها خدمات خرائط ياندكس. وفي سبتمبر 2008 حصلت الشركة على حقوق برنامج «بونتو سويتشر»
(بالإنجليزية: Punto Switcher)‏
ومحول تخطيط لوحة المفاتيح الإنجليزيَّة إلى الروسيَّة تلقائيًا. وفي سبتمبر 2010 استثمرت في جولة تمويل بقيمة 4.3 مليون دولار عبر فيس دوت كوم [الإنجليزية]، و في ديسمبر 2010 أطلقت الشركة ياندكس سنارت للعثور على الشركات الناشئة والعمل معها بشكلٍ منهجي، واشترت تقنية ويب فيزور لتحليل السلوك في ديسمبر 2010، وفي 26 يناير 2011 قدمت فرصة توظيف متميزة في دليل الأعمال الخاص بها حيثُ يُسَلَّط الضوء على الشركات الصغيرة المحليَّة للمعلنين، وفي 27 يناير 2011 حصلت الشركة على خدمة «لوجن زا» لتسجيل الدخول الفردي.
في أغسطس 2011 أستحوذت ياندكس على «ذا تويتر تايمز» وهي شركة ناشئة لتوصيل الأخبار، وفي سبتمبر 2011 أطلقت محرك بحث ومجموعة من الخدمات الأُخرى في تركيا، وافتتحت مكتبها في إسطنبول. وفي سبتمبر 2011 استثمرت في شركة بليكو كجزء من جولة تمويل بقيمة 30 مليون دولار،  وفي نوفمبر 2011 أستحوذت ياندكس على مطور البرامج «إس بي بي سوفت وير» مقابل 38 مليون دولار. وفي يونيو 2012 أستحوذت على حصّة 25٪ في سيسموتتش مقابل مليون دولار.
في أكتوبر 2013 أستحوذت الشركة على كينوبويسك، أكبر محرك بحث أفلام روسي،  وفي فبراير 2014 استثمرت ياندكس عدَّة ملايين من الدولارات في ملتي شيب. وفي مارس 2014 أستحوذت على شركة كيتلوكات الإسرائيليّة لتحديد الموقع الجغرافي وفتحت مكتبًا للبحث والتطوير في إسرائيل،  وفي يونيو 2014 أستحوذت على Auto.ru وهو سوق على الإنترنت وموقع إعلاني مبوب للسيّارات مقابل 175 مليون دولار. وفي ديسمبر 2015 أستحوذت على شركة أمن الإنترنت أغنيتوم. وفي 6 يونيو 2017 استثمرت الشركة في جولة تمويل بقيمة 5 ملايين دولار في دوك+. وفي ديسمبر 2017 أستحوذت على فود فوكس لتوصيل الطعام،  وفي 7 فبراير 2018 دُمِجت شركتا أوبر و«ياندكس NV» أعمالهما في روسيا وكازاخستان وأذربيجان وأرمينيا وبيلاروسيا وجورجيا. حيثُ استثمرت أوبر 225 مليون دولار أمريكيّ وتَمتلكُ 36.6٪ من الأسهم في المشروع بينما استثمرت ياندكس 100 مليون دولار وتَمتلكُ 59.3٪ من الأسهم.
في مايو 2018 أكمل سبيربنك وياندكس صفقة مشروع مشترك لتطوير نظام B2C للتجارة الإلكترونية. وفي أكتوبر 2018 أستحوذت ياندكس على اداديل وهي خدمة تجميع الصفقات.

### الماليَّة
أصبحت الشركة مربحة في نوفمبر 2002، وفي عام 2004 زادت مبيعات ياندكس إلى 17 مليون دولار أمريكي، بزيادة قدرها 1000٪ في عامين، وبلغ صافي دخلَ الشركة في عام 2004 ‏ 7 ملايين دولار، وفي يونيو 2006 تجاوزت الإيرادات الأُسبوعيَّة لشركة «ياندكس دايركت» مليون دولار، وقامت شركة ديلويت بتدقيق حسابات الشركة منذُ عام 1999.
في 24 مايو 2011 جمعت 1.3 مليار دولار في طرح عام أولي في بورصة ناسداك، وهو أكبر طرح عام أولي لشركة دوت كوم منذُ طرح جوجل في عام 2004. وكان من بين أكبر المستثمرين شركة بارينج فوستوك كابيتال بارتنرز، التي تمتلك 30٪ من أسهمها، وشركة تايجر ماناجمنت التي تمتلك 15٪ من الأسهم.
في عام 2013 أصبحت ياندكس أكبر مجموعة إعلاميَّة في روسيا من حيثُ الإيرادات.

### الأمان
في 1 يونيو 2017 أغلقت ياندكس مكاتبها في كييف وأوديسا بأوكرانيا بعدَ أنَ داهمت دائرة الأمن الأوكرانية المكاتب واتهمت الشركة بجمع بيانات المستخدمين الأوكرانيين بشكلٍ غير قانوني وإرسالها إلى وكالات الأمن الروسية،  فيمَا نفت الشركة ارتكاب أي مخالفات ولكنَّ في مايو 2017 حُظِرَت جميع خدمات ياندكس في أوكرانيا بموجب المرسوم الرئاسي رقم 133/2017. وفي عام 2017 في إطار مشروع مشترك لمكافحة التصيد الاحتيالي لبنك روسيا ومحرك البحث ياندكس وُضِعَت علامة اختيار خاصَّة (دائرة خضراء عليها علامة) تظهر في نتائج البحث لإبلاغ المُستخدم أنَ موقع الويب مملوك لشركة مسجلة قانونًا ومرخصة من قبل بنك روسيا.
في أكتوبر ونوفمبر 2018 اُسْتُهْدِفَ ياندكس في هجوم إلكترونيّ بِاستخدام برنامج ريجن الضار بهدف سرقة المعلومات التقنيَّة من وحدة البحث والتطوير الخاصّة بها حول كيفية مصادقة المستخدمين،  وأرجع تحقيق أجرته شركة كاسبرسكي لاب الاختراق إلى وكالات المخابرات الخمسة.
في يونيو 2019 أفادت «آر بي سي نيوز» أنَ ياندكس رفضت طلبًا من خدمة الأمن الفيدرالية الروسية (FSB) بموجب قانون ياروفايا [الإنجليزية] (بالروسية: Yarovaya-Ozerov) لتسليم مفاتيح التشفير التي يمكنها فك تشفير البيانات الخاصّة لخدمة البريد الإلكترونيّ ومستخدمي التخزين السحابي، وجادلت الشركة بأنَّه كانَ من الممكن الامتثال للقانون ذي الصلة دون المساس بخصوصية مستخدميها،  وقال مكسيم أكيموف نائب رئيس وزراء روسيا إنَّ الحكومة ستتخذ إجراءات لتخفيف ضغط FSB على الشركة. وفي وقتٍ لاحقٍ قال رئيس الخدمة الفيدراليَّة للإشراف على الاتّصالات وتكنولوجيا المعلومات ووسائل الإعلام ألكسندر زاروف [الإنجليزية] إنَّ ياندكس وFSB قد توصلوا إلى اتفاق حيثُ ستوفر الشركة البيانات المطلوبة دون تسليم مفاتيح التشفير.

## الأخبار ووسائط إعلام
في أبريل 2014 أُصْدِرَ فيلم بعنوان "Startup" يتحدث عن تاريخ ياندكس.
في 20 أبريل 2020 نتيجةً لوباء COVID-19 في روسيا أعلنت شركة ياندكس أنَّها ستجعل «خدمة اختبار فيروس كورونا المنزلي» مجانية لجميع سكان موسكو والمناطق المحيطة بها، وأنها ستكون متاحة للمناطق الأُخرى في المستقبل، وكانت قد أطلقت الخدمة في 16 أبريل.

## حجمه
تقدم الشركة أيضًا مجموعة من الخدمات الأُخرى بِالإضافة لمحرك البحث القوي.
ويأتي محرك البحث يانديكس في المرتبة الخامسة بالنسبة لمحركات البحث على مستوى العالم بمعدل وصل إلي 150 مليون عملية بحث (في 15 أبريل 2012) وأكثر من 25 مليون زائرا يوميا (مايو 2012). وترى الشركة صاحبة المحرك أنَ دورها هو محاولة الإجابة على كافة الأسئلة التي تشغل بال الباحثين.

## وصلات خارجية
- الموقع الرسمي